# Crack (zespół muzyczny)
Crack – hiszpański zespół rockowy, znany z połączenia rocka progresywnego i symfonicznego, założony w 1977 roku. Był jednym z najważniejszych przedstawicieli złotej ery hiszpańskiego prog-rocka. W tym okresie Crack i inne zespoły często borykały się z problemami finansowymi, stawiając artystyczną autentyczność ponad komercyjne wymagania radia. Do rozpadu grupy przyczyniły się m.in. słabe wyposażenie techniczne, zmiany gustów publiczności, naciski ze strony branży muzycznej i wydawców oraz wewnętrzne konflikty.

## Historia grupy
Crack powstał w 1977 roku jako kwartet bez gitary elektrycznej. Pod koniec tego roku Mento Hevia, pierwotny basista Vidal Antón oraz Manolo Jiménez ponownie spotkali się z Alberto Fontanedą, kolegą ze studiów w Oviedo, gdzie Hevia i Fontaneda studiowali prawo. Pracując nad „Marchando una del Cid”, szukali wokalisty i flecisty. Pierwszy skład szybko zaczął próby i występy. Zespół zyskał pełniejsze i bardziej dynamiczne brzmienie po dołączeniu gitarzysty Rafaela Rodrígueza, a później przyjaznej zmianie Vidala na Álexa Cabala na basie.

## Album
Jedyny album studyjny zespołu, Si Todo Hiciera Crack, został nagrany w ciągu pięciu dni w Audiofilm Studios w Madrycie i wydany przez Chapa Discos. Wokalistka Encarnación González, znana jako „Cani”, udzieliła się w chórkach na kilku utworach, wspierając Alberto Fontanedę.
Według informacji na płycie produkcją zajęli się sami członkowie zespołu. Promocja albumu była minimalna, ponieważ wytwórnia koncentrowała się na bardziej komercyjnych gatunkach. W tym samym czasie w Hiszpanii rozwijała się scena nowej fali („La Movida Madrileña”). Mimo uznania za kompozycje symfoniczne i progresywne, album nie odniósł dużego sukcesu komercyjnego.
Zespół rozpadł się w 1980 roku z powodu konfliktów wewnętrznych, problemów finansowych i trudności w utrzymaniu działalności. Album zawiera siedem utworów łączących elementy symfoniczne, hiszpańskie motywy i progresywne struktury rockowe. Większość utworów ma niewiele tradycyjnych refrenów, rozwijając się raczej jako narracyjne miniatury, z tekstami pełnymi fantazji i mitów.

### Lista utworów z albumuSi Todo Hiciera Crack(1979)
- „Descenso en el Mahëllstrom”[5][4] (5:27) – inspirowany opowiadaniem Edgar Allan Poe (W bezdni Maelströmu), opisuje walkę człowieka o przetrwanie po katastrofie statku w ogromnym wirze wodnym.
- „Amantes de la Irrealidad”[4] (6:15) – utwór symfoniczny z licznymi zmianami tempa, partiami Melotronu, intensywną gitarą i mieszanką wokali męskich oraz klawiszy, tekst o idealistycznym poszukiwaniu szczęścia.
- „Cobarde o Desertor”[4] (4:56) – utwór o poborze do wojska, militaryzmie i wojnie, odzwierciedlający rzeczywistość młodych Hiszpanów objętych obowiązkową służbą.
- „Buenos Deseos”[4] (3:54) – krótka, refleksyjna kompozycja.
- „Marchando Una del Cid”[5][4] (7:45) – epicka kompozycja inspirowana średniowieczem, opowiadająca o wygnaniu i ostatnich dniach Rodrigo Díaza de Vivar, legendarnego bohatera Hiszpanii i głównego bohatera „Pieśń o Cydzie”.
- „Si Todo Hiciera Crack”[4] (10:11) – utwór tytułowy, wykorzystujący historię chomika biegającego w kółko jako metaforę egzystencjalną.
- „Epílogo”[4] (2:19) – instrumentalne zakończenie albumu

## Styl muzyczny
Muzyka Crack jest w dużej mierze instrumentalna i zaliczana do symfonicznego rocka progresywnego, charakteryzuje się złożonymi aranżacjami, które unikają powtarzalnych refrenów na rzecz ciągłego rozwoju muzycznego. Interakcje między instrumentami tworzą bogaty, immersyjny pejzaż dźwiękowy, łącząc wpływy europejskiego prog-rocka z wyraźnie hiszpańskim charakterem.
Brzmienie zespołu opiera się na klawiszach, gitarze i flecie, nawiązując do stylu takich grup jak Genesis, Camel czy Jethro Tull, a także czerpie z hiszpańskiego folkloru. Kompozycje Crack przypominają klasyczne europejskie zespoły prog-symfoniczne – długie fragmenty instrumentalne, nieregularne metra i charakterystyczne brzmienia syntezatorów.
Grupa kładła nacisk na linię melodyczną i subtelność interpretacji, a teksty często nawiązywały do wolności i tematów pastoralnych. Muzycy określali swoją twórczość jako „impresjonistyczną” i wskazywali na wpływy harmoniczne takich kompozytorów jak Debussy i Ravel.

## Dziedzictwo
Choć działalność Crack trwała krótko, ich jedyny album uznawany jest za kamień milowy hiszpańskiego rocka progresywnego. Płyta była wielokrotnie wznawiana m.in. w Japonii i Korei Południowej, ciesząc się popularnością wśród fanów prog-rocka. Zespół ceniony jest za kreatywność i wkład w rozwój gatunku w trudnym okresie dla muzyki progresywnej w Hiszpanii.

## Skład
- Alberto Fontaneda – wokal, gitara, flet
- Mento Hevia – instrumenty klawiszowe, wokal
- Álex Cabal – gitara basowa
- Manolo Jiménez – perkusja
- Rafael Rodríguez – gitara